# Herr Rossi träumt
Herr Rossi träumt (Originaltitel I sogni del signor Rossi) ist ein italienischer Animationsfilm aus dem Jahr 1977 von Bruno Bozzetto. Es ist der zweite abendfüllende Film mit Herrn Rossi. Nach dem Tod von Carlo Romano wurde Giuseppe Rinaldi der neue Synchronsprecher für Herrn Rossi.

## Handlung
Nach einer langen und ermüdenden Arbeitswoche kehrt Herr Rossi nach Hause zurück, wo ihn sein Hund Gastone erwartet, der nach einer Woche Einsamkeit ausgehen möchte – besonders ins Kino. Die Helden des Hundes sind Kinohelden sowie Helden aus Büchern und in diesen Helden sieht er sein Herrchen wieder. Wir erleben Herrn Rossi daher in den Rollen als Tarzan, Astronaut, Sherlock Holmes, Zorro, Filmstar, Sir Lancelot, Baron Frankenstein und Aladin. Aber nach all diesen Träumen kehrt Herr Rossi traurig in die Mittelmäßigkeit seines Alltags zurück.